# Abisara paha
Abisara paha är en fjärilsart som beskrevs av Hans Fruhstorfer 1914. Abisara paha ingår i släktet Abisara och familjen Riodinidae. Inga underarter finns listade i Catalogue of Life.